# أحمد الشلفي
أحمد الشلفي إعلامي يمني وصحفي وكاتب. محرر الشؤون اليمنية في قناة الجزيرة
، عمل مراسلا ميدانيا وقدم مئات التقارير والقصص الإنسانية التلفزيونية، وشارك في تغطية عدد من الأحداث الهامة والحروب في المنطقة. قدم وأعد أفلاما وثائقية طويلة عن اليمن.

## نشأته
من مواليد 12 أبريل 1978م. ولد ونشأ في قرية (السنعات) عزلة شًلِف مديرية العدين التابعة لمحافظة إب اليمنية، درس الشلفي جزءا من المرحلة الابتدائية في قريته، وأكمل دراسته الإعدادية والثانوية في مدينة تعز، وحصل على دبلوم المعلمين عن معهد المعلمين 96 - 97

## حياته المهنية
بدأ حياته المهنية كاتبا وشاعرا ينشر في عدد من الصحف المحلية أبرزها صحيفة الجمهورية وملحقها الثقافي، واشتهر كشاعر في المهرجانات الشعرية في مدينة تعز. وخلال هذه الفترة بين عامي 1997-2000م، عمل رئيسا للعلاقات والإعلام في الإدارة الصناعية في مجموعة هائل سعيد أنعم التجارية. انتقل بعدها من مدينة تعز إلى العاصمة اليمنية صنعاء حيث عمل هناك سكرتير تحرير مجلة الاقتصادية في وكالة سبأ عام 2001، ثم مشرف الصفحة الثقافية في صحيفة الثورة الرسمية. بدأ عمله التلفزيوني على الفضائية اليمنية بتقديم عدد من البرامج الفكرية والثقافية وأجرى حوارات مع عدد من الفنانين والمفكرين العرب. ثم قدم البرنامج التلفزيوني (منتدى الثقافة) الذي حظي بشهرة واسعة حينها. في عام 2004م اختارته قناة الجزيرة من بين عشرات المتقدمين من الإعلاميين للعمل مراسلا لها في صنعاء. تعرض خلال عمله مراسلا للمضايقات من قبل السلطات منها التنصت على مكالمة شخصية له مع زوجته ومن ثم تسريبها كان ذلك في العام 2006.، وكذلك احتجاز جوازه الشخصي في عام 2012. وقد استمر الشلفي مراسلا لقناة الجزيرة في اليمن لمدة عشر سنوات منذ يونيو /2004م حتى يناير 2014. ثم انتقل ليعمل في المقر الرئيسي لقناة الجزيرة في الدوحة حيث عُيِّن محررا مسؤولا عن الشؤون اليمنية في القناة.

## الدورات التدريبية
حصل على دبلوم في الصحافة التلفزيونية الشاملة. التحق بعدد من الدورات التدريبية في المجال الصحفي والإعلامي بين (2001 - 2012) في مجالات التحرير الصحفي، وكذلك في الصحافة الاستقصائية والمراسل التلفزيوني، ودورة في تقديم الأخبار والسلامة المهنية في تغطية مناطق الصراعات والحروب، وتدريب المدربين للصحافة.

## التغطيات الميدانية
- تغطية الثورة اليمنية فبراير 2011
- تغطية حروب الحوثيين والقاعدة في اليمن منذ عام 2004.
- تغطية أحداث الحراك الجنوبي منذ عام 2007.
- مراسل ميداني لحرب الصومال 2006-2007
- مراسل ميداني في اريتريا والسودان 2005م حول مفاوضات الصراع بين الفصائل السودانية
- موفد ميداني- القاهرة رابعة أحداث 2103م
- موفد ميداني- المشاورات اليمنية جنيف 2016م
- موفد ميداني - الكويت حول المشاورات اليمنيية 2016م
- موفد ميداني - الأردن القمة العربية 2017.

## الأعمال الوثائقية
قدم وأعد عددًا من الأفلام الوثائقية لصالح شبكة الجزيرة كان أبرزها:
- الألغام في اليمن 2005م.
- ميراث القبيلة 2008م عن القبيلة في اليمن.[6]
- حناجر لا خناجر 2011م عن الثورة اليمنية.[7]
- السلاح المنهوب 2017م.[8]

## مؤلفاته
1. مجموعة شعرية (لا تخبر النجمة) دار عناوين بوكس. 2022.[9]
2. حرب بلا ملامح.. أوراق عن الحرب في اليمن 2014-2021. دار ناشرون وموزعون 2021.[10]
3. الرحيل عن الجنة، سرد سيرة ذاتية، دار روزا 2020م.[11][12]
4. مجموعة شعرية (قمر يتبعني) دار كنوز المعرفة 2019م.[13][14]
5. مجموعة شعرية (يد غافلته) 2012م.[15][16]
6. مجموعة شعرية (جرح آخر يشبهني) 2003م.[17]
7. مجموعة شعرية (تحولات الفتى والمساء) 2001م.

## الجوائز والتكريم
حصل على عدد من الجوائز وشهادات التقدير منها:
- جائزة مهرجان الشعر اليمني الأول،
- جائزة رئيس الجمهورية في مجال الشعر عام 2003 مناصفة.[18]